# Danziger Werder

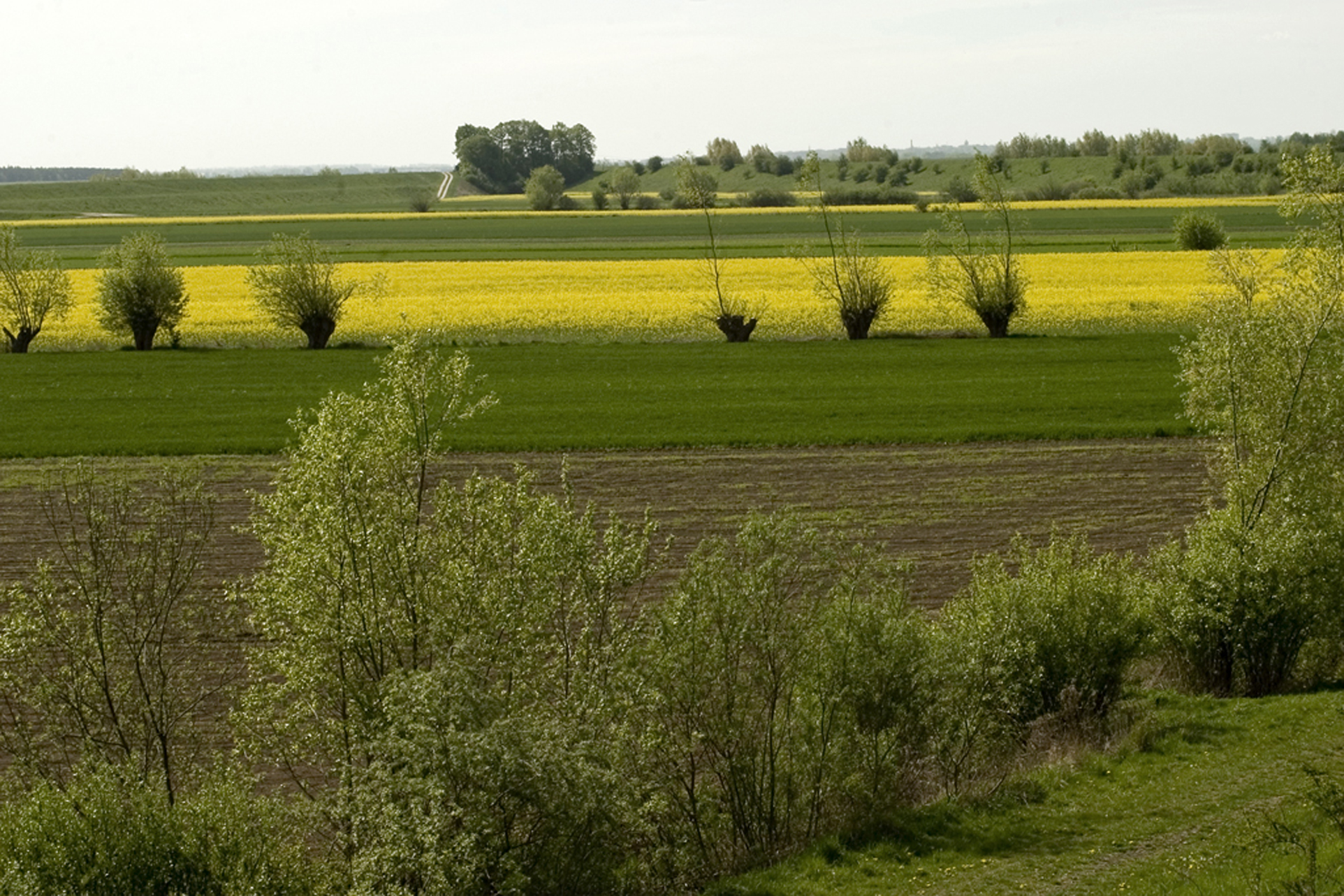
Landschaft bei Steblewo

Das Danziger Werder (polnisch Żuławy Gdańskie) ist eine Binneninsel des Żuławy Wiślane (Gebiet des Weichsel-Nogat-Deltas) in der Woiwodschaft Pommern in Polen. Es ist eine alte deutsch-polnische Kulturlandschaft, die bis in das 18. Jahrhundert im Besitz der Stadt Danzig war und später zu beiden Danziger Freistaaten gehörte.

## Geographie
Das Danziger Werder wird im Süden sowie Westen durch den Fluss Motława (deutsch Mottlau), im Osten durch die Weichsel (Wisła) und im Norden durch den Arm der Toten Weichsel begrenzt. Es grenzt im Norden an die Wyspa Portowa („Hafeninsel“) sowie die Wyspa Sobieszewska (Neue Binnennehrung), im Nordosten an die Alte Binnennehrung, im Osten an das Marienburger Werder und im Westen an die Danziger Niederung.
Die beiden höchsten Erhebungen des gesamten Weichsel-Nogat-Deltas liegen im Gebiet des Danziger Werders. Batorowy Ostaniec bei Grabiny-Zameczek (Herrengrebin) ist mit 14,6 m n.p.m. die höchste natürliche Erhebung, während die Phosphorgipshalde (hałda fosforowo-gipsową) bei Wiślinka (Weßlinken) eine Höhe von 50 Metern erreicht.

## Geschichte
Das Gebiet kam am 1. Oktober 1887 bei der Aufteilung des Landkreises Danzig zum Kreis Danziger Niederung (1920: „Landkreis“). Nach dem Ersten Weltkrieg kam das Werder im Rahmen des Versailler Vertrags 1920 zum Gebiet der Freien Stadt Danzig. Das östlich benachbarte Gebiet des Freistaats kam 1920 zum Landkreis Großes Werder, der das Große Marienburger Werder umfasste. Seit 1945 gehört das Gebiet des Danziger Werders zum Powiat Gdański (übersetzt Danziger Powiat) mit Ausnahme eines kleinen Gebiets des Danziger Stadtkreises im Nordwesten.